# Lucio Valerio Flacco (console 131 a.C.)
Lucio Valerio Flacco   (latino: Lucius Valerius Flaccus) (fl. II secolo a.C.) è stato un politico della Repubblica romano.

## Biografia
Fu eletto console nel 131 a.C. con Publio Licinio Crasso Dive Muciano. Fu eletto mentre rivestiva la carica religiosa di flamine marziale, e per questo motivo, gli fu proibito di partecipare alla campagna militare contro Eumene III, pretendente al regno di Pergamo.